# Holy Fvck Tour
Holy Fvck Tour fue la séptima gira musical de la celebridad estadounidense Demi Lovato, en apoyo a su octavo álbum de estudio, Holy Fvck. Inició el 13 de agosto de 2022 en Springfield y finalizó el 18 de marzo de 2023 en Dubái.
Fue la primera gira de Lovato en cuatro años, luego de los incidentes que tuvo en 2018 a causa de la sobredosis que sufrió, lo que llevó a finalizar anticipadamente su anterior gira, Tell Me You Love Me World Tour.

## Antecedentes
Luego de haber sufrido un caso de sobredosis de heroína que la llevó a rehabilitación y así suspender su gira Tell Me You Love Me World Tour, Lovato retomó los estudios de grabación y en 2021 lanzó Dancing with the Devil... the Art of Starting Over, un álbum donde mostraba su «renacer», además de hablar abiertamente de aspectos personales como su sexualidad, su compromiso con el actor Max Ehrich, los problemas que tuvo a causa de la hospitalización por consumo de estupefacientes, entre otros. 
Durante 2022 anunció el «funeral de su música pop» para enfocarse de vuelta en los sonidos que tomó durante el inicio de su carrera; el rock y el pop rock. Durante ese año reveló que trabajaba en nueva música y lo compartía en sus redes sociales, anunciando el regreso a la música con un nuevo sencillo, «Skin of My Teeth», a lanzarse el 10 de junio de 2022.
El 6 de junio anunció el lanzamiento de su octavo álbum de estudio Holy Fvck, y el día siguiente confirmó su gira, Holy Fvck Tour y las fechas que incluían a Sudamérica y Norteamérica.

## Lista de canciones
1. «Holy Fvck»
2. «Freak»
3. «Substance»
4. «Eat Me»
5. «Confident»
6. «Here We Go Again»
7. «Remember December»

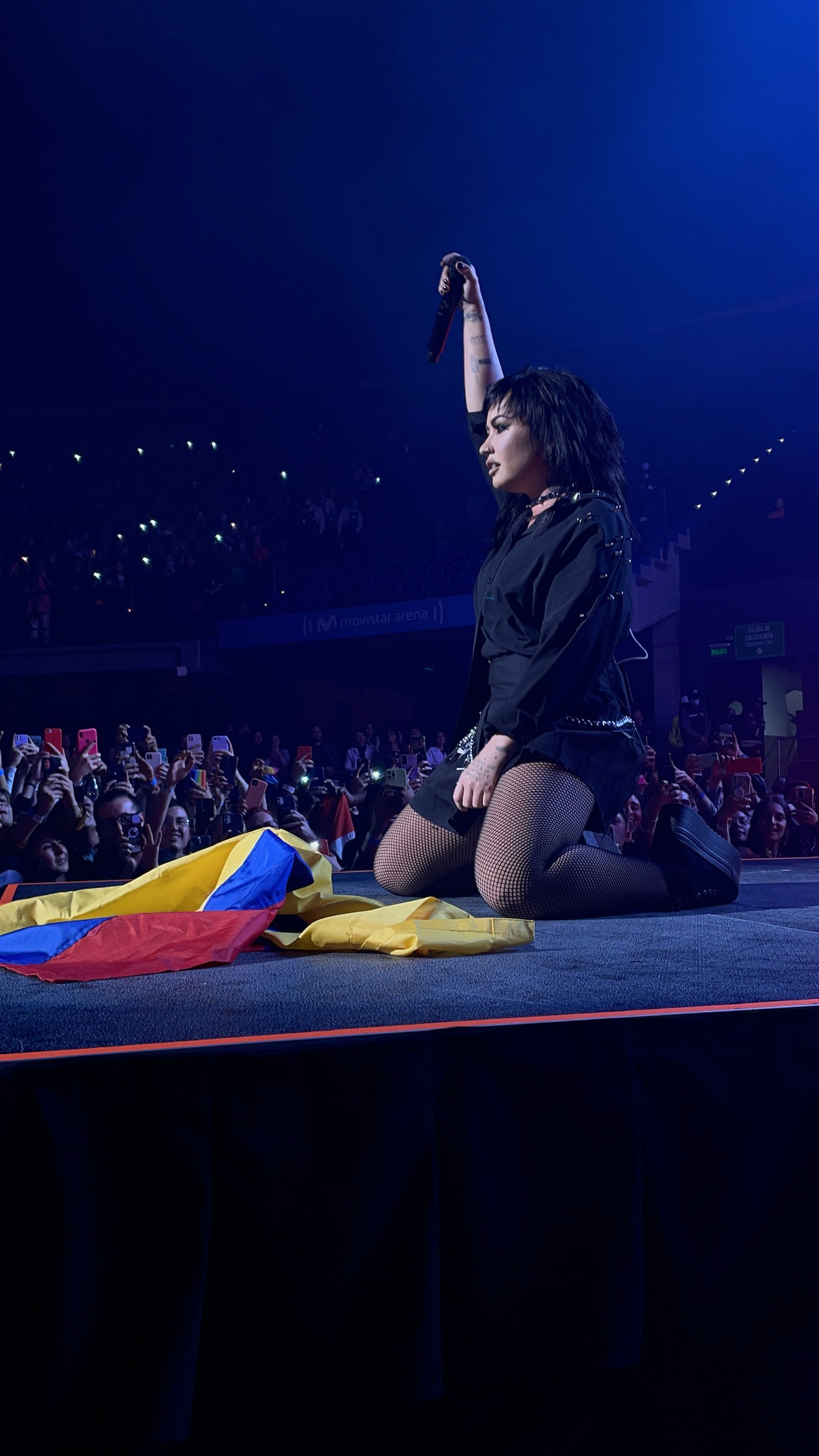
Demi Lovato presentándose en Bogotá, Colombia

8. «La La Land» / «La La» (cover de Ashlee Simpson)
9. «Don't Forget»
10. «The Art of Starting Over»
11. «4 Ever 4 Me» / «Iris» (cover de Goo Goo Dolls)
12. «Sorry Not Sorry»
13. «City of Angels»
14. «Skyscraper»
15. «29»
16. «Heart Attack»
17. «Skin of My Teeth»
18. «Happy Ending»
19. «Cool for the Summer»

Notas:
- En el concierto en Río de Janeiro y en los que participa como telonera, Royal & The Serpent se unió a Lovato para interpretar «Eat Me».
- Durante la segunda etapa en Norteamérica, en los shows donde Dead Sara es telonera, se unió a Lovato para interpretar «Help Me», siendo «The Art of Starting Over» reemplazada.
- Durante el espectáculo de Inglewood, Ashlee Simpson se unió a Lovato para interpretar «La La».[5]
- Durante el primer show en Nueva York, John Rzeznik, líder de la banda Goo Goo Dolls se unió a Lovato para interpretar «Iris».[6]
- Durante el show en Dubái no cantó La La de Ashlee Simpson, ni Iris de Goo Goo Dolls, que eran los dos covers que añadió a la primera parte de la gira.
- Durante el show de Filadelfia cantó Give Your Heart a Break y Tell Me You Love Me, ambas en su versión rock como anticipo al posterior anuncio del su Álbum recopilatorio Revamped.
- Durante el show del 2 de septiembre en São Paulo cantó la versión rock de Neon Lights y por primera vez Penhasco2 acompañada de Luísa Sonza, la primera canción en portugués de Lovato.

## Fechas
| Fecha                        | Ciudad                       | País                         | Recinto                        | Telonero                     |
| Norteamérica - Primera Etapa | Norteamérica - Primera Etapa | Norteamérica - Primera Etapa | Norteamérica - Primera Etapa   | Norteamérica - Primera Etapa |
| ---------------------------- | ---------------------------- | ---------------------------- | ------------------------------ | ---------------------------- |
| 13 de agosto de 2022         | Springfield                  | Estados Unidos               | Illinois State Fairgrounds     | Iyla                         |
| 14 de agosto de 2022         | Des Moines                   | Estados Unidos               | Iowa State Fairgrounds         | Iyla                         |
| América Latina               |                              |                              |                                |                              |
| 30 de agosto de 2022         | São Paulo                    | Brasil                       | Espaço Unimed                  | Tuyo                         |
| 31 de agosto de 2022         | São Paulo                    | Brasil                       | Espaço Unimed                  | Tuyo                         |
| 2 de septiembre de 2022      | Belo Horizonte               | Brasil                       | Esplanada do Mineirão          | Jenifer Souza                |
| 4 de septiembre de 2022      | Río de Janeiro               | Brasil                       | Parque Olímpico                | N/A                          |
| 7 de septiembre de 2022      | Bogotá                       | Colombia                     | Movistar Arena                 | Pavlo                        |
| 9 de septiembre de 2022      | Buenos Aires                 | Argentina                    | Movistar Arena                 | Odd Mami                     |
| 13 de septiembre de 2022     | Santiago                     | Chile                        | Movistar Arena                 | Dani Ride                    |
| Norteamérica - Segunda Etapa |                              |                              |                                |                              |
| 22 de septiembre de 2022     | Sacramento                   | Estados Unidos               | Hard Rock Live                 | Dead Sara                    |
| 23 de septiembre de 2022     | Reno                         | Estados Unidos               | Grand Sierra Resort            | Dead Sara                    |
| 25 de septiembre de 2022     | Portland                     | Estados Unidos               | Theater of the Clouds          | Dead Sara                    |
| 27 de septiembre de 2022     | San Francisco                | Estados Unidos               | The Masonic                    | Dead Sara                    |
| 28 de septiembre de 2022     | Inglewood                    | Estados Unidos               | YouTube Theater                | Royal & the Serpent          |
| 30 de septiembre de 2022     | Las Vegas                    | Estados Unidos               | The Venetian                   | Royal & the Serpent          |
| 3 de octubre de 2022         | Denver                       | Estados Unidos               | Auditorio Fillmore             | Royal & the Serpent          |
| 9 de octubre de 2022         | Wallingford                  | Estados Unidos               | Toyota Oakdale Theatre         | Royal & the Serpent          |
| 10 de octubre de 2022        | Washington                   | Estados Unidos               | The Anthem                     | Royal & the Serpent          |
| 12 de octubre de 2022        | Filadelfia                   | Estados Unidos               | The Met                        | Royal & the Serpent          |
| 13 de octubre de 2022        | Boston                       | Estados Unidos               | MGM Music Hall at Fenway       | Royal & the Serpent          |
| 15 de octubre de 2022        | Toronto                      | Canadá                       | HISTORY                        | Royal & the Serpent          |
| 16 de octubre de 2022        | Montreal                     | Canadá                       | L'Olympia                      | Royal & the Serpent          |
| 18 de octubre de 2022        | Nueva York                   | Estados Unidos               | Beacon Theatre                 | Royal & the Serpent          |
| 19 de octubre de 2022        | Nueva York                   | Estados Unidos               | Beacon Theatre                 | Royal & the Serpent          |
| 21 de octubre de 2022        | Charlotte                    | Estados Unidos               | Metro Credit Union Amphiteatre | Dead Sara                    |
| 23 de octubre de 2022        | Atlanta                      | Estados Unidos               | Coca-Cola Roxy                 | Dead Sara                    |
| 25 de octubre de 2022        | Nashville                    | Estados Unidos               | Auditorio Ryman                | Dead Sara                    |
| 28 de octubre de 2022        | Tampa                        | Estados Unidos               | Seminole Hard Rock             | Dead Sara                    |
| 30 de octubre de 2022        | Hollywood                    | Estados Unidos               | Seminole Hard Rock             | Dead Sara                    |
| 1 de noviembre de 2022       | Nueva Orleans                | Estados Unidos               | Fillmore New Orleans           | Dead Sara                    |
| 3 de noviembre de 2022       | Houston                      | Estados Unidos               | 713 Music Hall                 | Dead Sara                    |
| 6 de noviembre de 2022       | Irving                       | Estados Unidos               | Toyota Music Factory           | Dead Sara                    |
| 9 de noviembre de 2022       | Detroit                      | Estados Unidos               | Fox Theatre                    | Royal & the Serpent          |
| 10 de noviembre de 2022      | Rosemont                     | Estados Unidos               | Rosemont Theatre               | Royal & the Serpent          |
| Asia - Tercera Etapa         |                              |                              |                                |                              |
| 18 de marzo de 2023          | Dubái                        | Emiratos Árabes Unidos       | Coca-Cola Arena                | N/A                          |
| Norteamérica - Cuarta Etapa  |                              |                              |                                |                              |
| 16 de junio de 2023          | Asbury Park                  | Estados Unidos               | Stone Pony Summer Stage        | N/A                          |
| 4 de julio de 2023           | Filadelfia                   | Estados Unidos               | Benjamin Franklin Parkway      | N/A                          |
| 26 de agosto de 2023         | Columbus                     | Estados Unidos               | The Lawn at CAS                | N/A                          |
| América Latina               |                              |                              |                                |                              |
| 2 de septiembre de 2023      | São Paulo                    | Brasil                       | Autodromo de Interlagos        | N/A                          |
| Europa                       |                              |                              |                                |                              |
| 25 de noviembre de 2023      | Ischgl                       | Austria                      | Silvrettaparkplatz             |                              |